# MI11
MI11 — аббревиатура от англ. Military Intelligence, Section 11 (Военная разведка, Секция 11), — подразделение Директората военной разведки Великобритании, созданное в 1911 для защиты британских войск от вражеской агентуры среди гражданского населения во время войны в местах военных действий. MI11 заменило органы безопасности британской армии, существовавшие до Первой мировой войны. В 1946 MI11 было включено в состав MI-6 (внешняя разведка). Руководителем MI11 был сэр Филипп Вермей.